# جرج فیتزجرالد
جرج فیتزجرالد (انگلیسی: George FitzGerald؛ زاده ۳ اوت ۱۸۵۱ درگذشته ۲۲ فوریه ۱۹۰۱) یک فیزیک‌دان اهل جمهوری ایرلند بود.